# Saccharomyces boulardii
Saccharomyces boulardii è un ceppo di lievito tropicale isolato per la prima volta nel 1923 dallo scienziato francese Henri Boulard dalla ciliegia della Cina (litchi) e dal frutto del mangostano.
Esso è legato, ma distinto dal Saccharomyces cerevisiae in diverse proprietà tassonomiche, metaboliche e genetiche. Il S. boulardii ha dimostrato di mantenere e ripristinare la flora naturale del grande e piccolo intestino ed è classificato come un probiotico.
Boulard isolò il lievito, dopo aver osservato i nativi del sud est asiatico masticare la buccia di litchi e di mangostano nel tentativo di controllare i sintomi del colera. È dimostrato che il S. boulardii non è patogeno, non sistemico (rimane nel tratto gastrointestinale, senza diffondersi in altre parti del corpo), vive e si riproduce ad una temperatura insolitamente alta di 37 °C.
È resistente agli acidi biliari, alla degradazione proteolitica, ai trattamenti antibatterici e antibiotici, e attraversa indenne lo stomaco.

## Utilizzo medico
Vi sono pubblicazioni relative a numerosi studi in doppio cieco, placebo-controllati che dimostrano l'efficacia di Saccharomyces boulardii nel trattamento e nella prevenzione dei disturbi gastrointestinali.
Tra questi:
- diarrea acuta,
- infezione ricorrente da C. difficile,[3]
- sindrome dell'intestino irritabile,
- malattie infiammatorie intestinali,
- diarrea del viaggiatore,
- diarrea associata ad antibiotici,
- diarrea associata a HIV/AIDS.

Trova impiego come antagonista della candida.